# Amphiascus sinuatus
Amphiascus sinuatus är en kräftdjursart som beskrevs av Georg Ossian Sars 1906. Enligt Catalogue of Life ingår Amphiascus sinuatus i släktet Amphiascus och familjen Diosaccidae, men enligt Dyntaxa är tillhörigheten istället släktet Amphiascus och familjen Miraciidae. Arten är reproducerande i Sverige. Inga underarter finns listade i Catalogue of Life.